# Halothamnus lancifolius
Halothamnus lancifolius là loài thực vật có hoa thuộc họ Dền. Loài này được (Boiss.) G. Kothe-Heinrich mô tả khoa học đầu tiên năm 1993.